# Старые Морены
Старые Морены (рум. Morenii Vechi, Морений-Векь) — село в Унгенском районе Молдавии. Наряду с сёлами Валя-Маре, Нижние Буздуганы и Верхние Буздуганы входит в состав коммуны Валя-Маре.

## География
Село расположено на высоте 46 метров над уровнем моря.

## Население
По данным переписи населения 2004 года, в селе Морений-Векь проживает 640 человек (324 мужчины, 316 женщин).
Этнический состав села:
| Национальность | Число жителей | Процентный состав |
| -------------- | ------------- | ----------------- |
| молдаване      | 615           | 96.09             |
| украинцы       | 19            | 2.97              |
| русские        | 5             | 0.78              |
| румыны         | 1             | 0.16              |
| Всего          | 640           | 100%              |